# Município de Liberty (condado de Wood, Ohio)
O município de Liberty (em inglês: Liberty Township) é um município localizado no condado de Wood no estado estadounidense de Ohio. No ano de 2010 tinha uma população de 1.766 habitantes e uma densidade populacional de 18,56 pessoas por km².

## Geografia
O município de Liberty encontra-se localizado nas coordenadas 41° 18′ 11″ N, 83° 41′ 52″ O. Segundo a Departamento do Censo dos Estados Unidos, o município tem uma superfície total de 95.16 km², da qual 95,04 km² correspondem a terra firme e (0,12 %) 0,12 km² é água.

## Demografia
Segundo o censo de 2010, tinha 1.766 habitantes residindo no município de Liberty. A densidade populacional era de 18,56 hab./km². Dos 1.766 habitantes, o município de Liberty estava composto pelo 94,56 % brancos, o 0,23 % eram afroamericanos, o 0,17 % eram amerindios, o 0,28 % eram asiáticos, o 2,21 % eram de outras raças e o 2,55 % eram de uma mistura de raças. Do total da população o 5,95 % eram hispanos ou latinos de qualquer raça.